# آپلدورن
شهر آپلدورن (به هلندی: Apeldoorn) در خلدرلانت در کشور هلند واقع شده‌است. جمعیت این شهر ۱۵۵٫۰۶۵ نفر است.